# Verónica Volkow
Verónica Volkow Fernández (* 26. April 1955 in Mexiko-Stadt) ist eine mexikanische Dichterin, Kunstkritikerin und Übersetzerin.

## Biografie
Volkow ist die älteste von vier Töchtern der Modedesignerin Palmira Fernández († 1997) und des Chemikers Esteban Volkov, dem Sohn von Sinaida Wolkowa. Sie veröffentlichte Ausstellungskataloge zu Arnold Belkin, Francisco Toledo, Christine Couture, Nicholas Sperakis und übersetzte die Werke von ihrem Urgroßvater Leo Trotzki, Victor Serge, Henri Michaux, Michael Hamburger und Elizabeth Bishop.

## Werke
- La sibila de Cumas (1974)
- Litoral de tinta (1979)
- El inicio (1983)
- Graciela Iturbide, los disfraces (1984)
- Diario de Sudáfrica (1988)